# Avenida República de Croacia
La Avenida República de Croacia corresponde a una avenida de doble calzada ubicada en la zona urbana de la comuna de Antofagasta, Chile. Su odónimo se debe en homenaje a las relaciones bilaterales entre Chile y Croacia y a la diáspora croata presente en la ciudad.

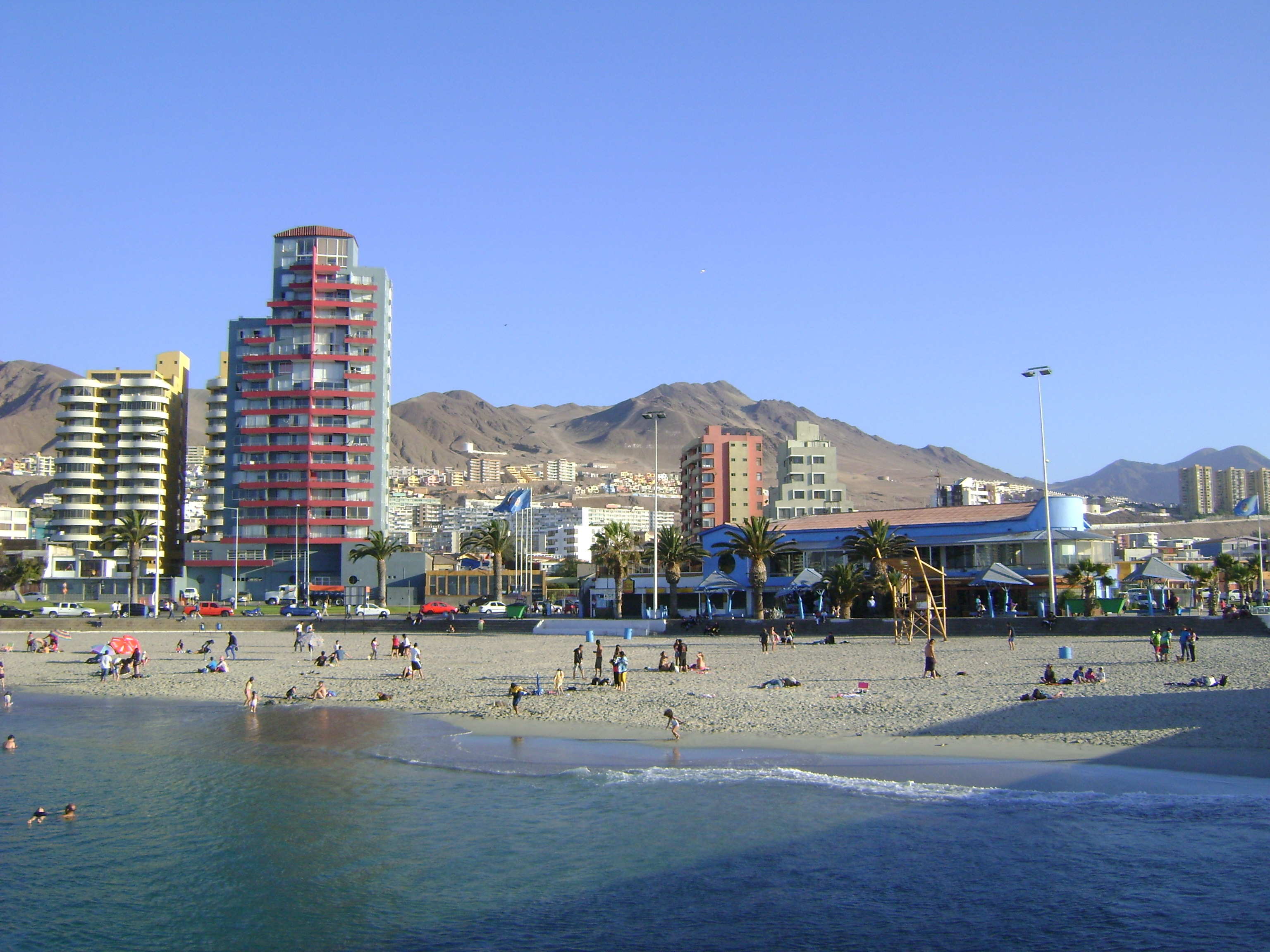
El balneario Municipal, uno de los hitos presentes en la avenida.

Esta avenida es la continuación de Avenida Grecia (desde el norte) y Avenida Ejército (desde el sur), por lo que forma parte del conjunto de avenidas conocido popularmente como Avenida Costanera. Recorre la costa desde su intersección con la Avenida Angamos, al norte, hasta el cruce con la calle Mauret Caamaño, al sur.
En sus inicios, la Avenida República de Croacia correspondía a una parte de la avenida Ejército, situación que se mantuvo hasta el 21 de octubre de 2006, día que se oficializó el cambio de nombre, en una ceremonia oficiada por el Presidente de Croacia Stjepan Mesić. El nombre fue aprobado por el Concejo Municipal de Antofagasta, en reconocimiento al aporte entregado por la colonia croata residente a la ciudad.

## Hitos
De norte a sur, la Avenida República de Croacia permite el acceso a diversas infraestructuras urbanas, como el Parque Japonés, el Parque Croata y el Parque José Santos Ossa, además del Balneario Municipal y Playa Las Almejas.
Es colindante con la población Playa Blanca, un sector residencial que además cuenta con algunos pubs y restaurantes.